# Антракноз

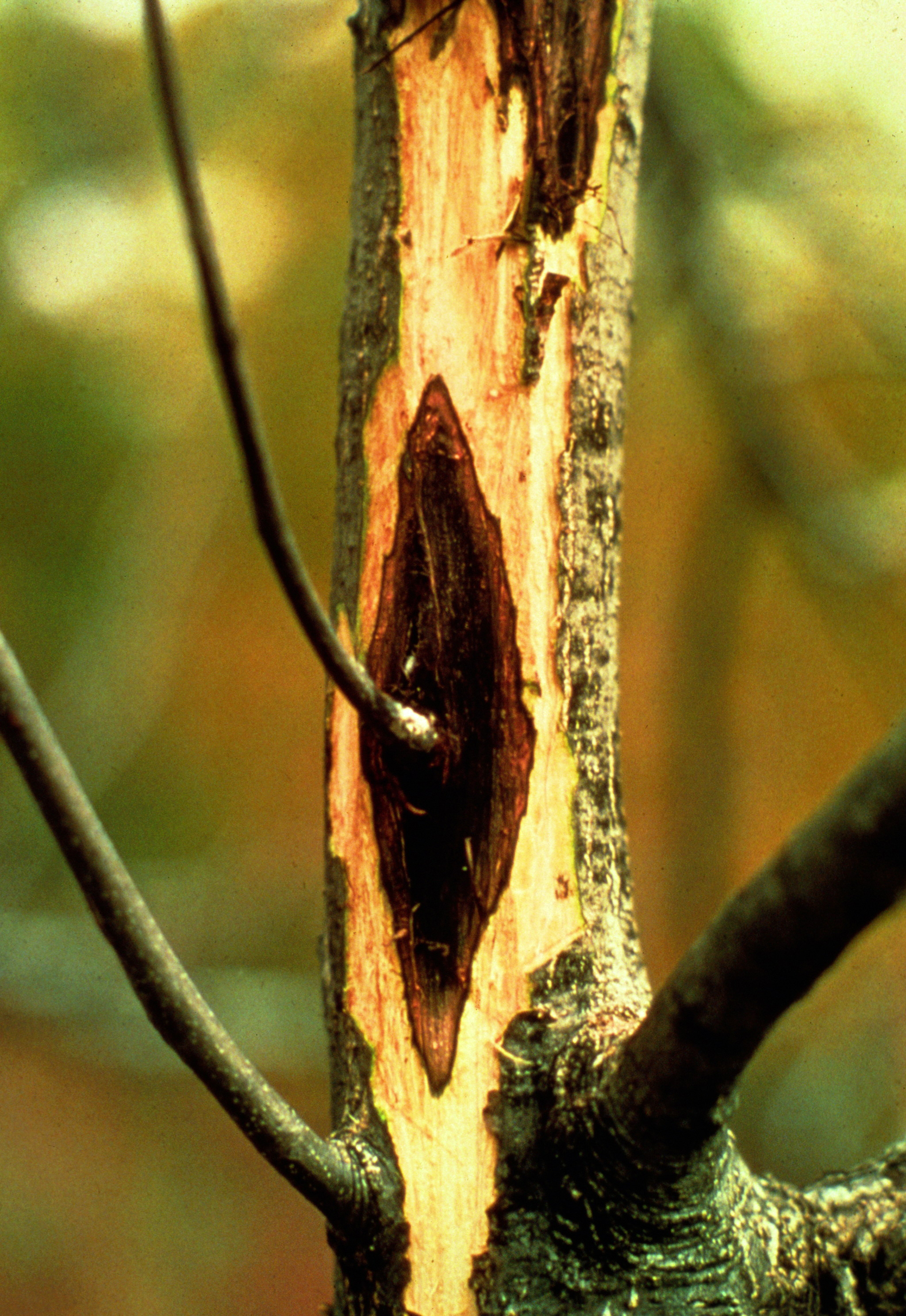
Антракноз ореха серого

Антракно́з — заболевание растений, вызываемое грибами-аскомицетами.
Apiognomonia errabunda (Roberge ex Desm.) Höhn. (1918) вызывает антракноз у дуба и различных лиственных деревьев. Colletotrichum acutatum J.H. Simmonds (1968) вызывает антракноз земляники.
Из культурных растений в наибольшей степени поражаются антракнозом огурец, горох, фасоль, виноград, кабачок, тыква, арбуз, дыня, цитрусовые, миндаль, грецкий орех, а также ягодные кустарники — малина, смородина, крыжовник.
Больные антракнозом растения покрываются тёмными пятнами, язвами; язвы иногда окружены пурпурной каймой, сами же пятна чаще бурые, хотя также могут иметь розоватый, оранжевый оттенок; по мере развития болезни пятна на листьях сливаются, листья буреют, засыхают и преждевременно опадают. Антракноз охватывает всю надземную часть растения, развиваясь на листьях, стеблях, побегах и плодах. Заражённые антракнозом плоды загнивают.
Антракноз передаётся с заражёнными растительными остатками, семенами, почвой. Наибольшее распространение имеет в областях с умеренным климатом, особенно активно развиваясь во влажные годы (благоприятные условия для развития антракноза — влажность воздуха около 90 % и температура свыше 22 °C).
В настоящее время существуют сорта растений, невосприимчивые к антракнозу. Основные меры борьбы с болезнью — уничтожение растительных остатков после уборки урожая; вырезание и сжигание частей растения, наиболее сильно повреждённых антракнозом; опрыскивания 1-процентной бордоской жидкостью.